# Gravity X
Graviy X är det svenska stonerrockbandet Truckfighters första studioalbum. Det gavs ut 2005 och är inspelat på Studio Bombshelter i Örebro.

## Låtlista
Alla låtar är skrivna av Truckfighters med undantag av "A. Zapruder" där även Anders Jacobson var delaktig.
| Nr           | Titel              | Längd |
| ------------ | ------------------ | ----- |
| 1.           | Desert Cruiser     | 7:30  |
| 2.           | Gargarismo         | 5:01  |
| 3.           | Momentum           | 7:28  |
| 4.           | Freewheelin'       | 4:16  |
| 5.           | The Deal           | 4:10  |
| 6.           | Superfunk          | 5:08  |
| 7.           | Subfloor           | 2:32  |
| 8.           | Gweedo-Weedo       | 5:43  |
| 9.           | Manhattan Project  | 6:26  |
| 10.          | In Search of (The) | 3:35  |
| 11.          | Intermission       | 2:06  |
| 12.          | A. Zapruder        | 4:54  |
| 13.          | Altered State      | 8:28  |
| Total längd: | Total längd:       | 67:17 |

## Medverkande

### Truckfighters
- Oskar Cedermalm (Ozo) - bas, sång
- Niklas Källgren (Dango) - gitarr
- Winfred Kennerknecht (Fredo) - gitarr
- Andreas von Ahn (Paco) - trummor (spår 1-4, 6-10)

### Övriga musiker
- Oscar Johansson (Pezo) - trummor (spår 5, 11, 13)
- Anders Jacobson - trummor (spår 12)
- Andreas Alm - trumpet
- Petter Fridell - trombon